# Rodolfo Fischer
Rodolfo Fischer (Oberá, Misiones, 2 april 1944 - 16 oktober 2020) was een Argentijns voetballer van Duits-Braziliaanse afkomst.

## Biografie
Fischer ging in 1963 bij de jeugd van San Lorenzo spelen uit de Argentijnse hoofdstad Buenos Aires en speelde in 1965 voor het eerst bij het eerste elftal. In 1968 werd hij met San Lorenzo onder leiding van de Braziliaanse coach Tim kampioen van de Metropolitano. Het was de eerste keer in de profgeschiedenis van het Argentijnse voetbal dat een club ongeslagen kampioen werd. Een jaar later werd hij topschutter van de Nacional. In 1972 had hij een topjaar toen de club zowel Metropolitano als Nacional won. In een wedstrijd tegen River Plate kon hij een hattrick scoren. 
Vanaf 1967 speelde hij ook voor het nationale elftal. Hij kwam 35 keer voor het team uit en scoorde twaalf keer. Zijn laatste wedstrijd voor Argentinië was in juli 1972 op de Braziliaanse Onafhankelijkheidsbeker in het Maracanã, waar Argentinië vierde eindigde. Na dit toernooi bleef hij in Rio de Janeiro en ging voor Botafogo spelen, dat één miljoen Braziliaanse cruzeiro's voor hem betaalde. Hij speelde hier aan de zijde van voormalige wereldkampioen Jairzinho.In 1976 ging hij voor Vitória spelen uit Salvador uit het noordoosten van Brazilië, waar hij ook opnieuw onder coach Tim speelde. Van 1977 tot 1978 kwam hij opnieuw voor San Lorenzo uit, met 141 goals uit 271 wedstrijden is hij de op drie na beste topschutter aller tijden voor de club. 
In 1979 koos hij nogmaals voor het buitenland, deze keer voor Once Caldas uit Colombia. Na één jaar keerde hij terug en beëindigde hij zijn carrière bij de kleinere clubs Sarmiento en Sportivo Belgrano. 